# Sijucavernicus kempi
Genre
Espèce
Sijucavernicus kempi, unique représentant du genre Sijucavernicus, est une espèce d'opilions laniatores de la famille des Assamiidae.

## Distribution
Cette espèce est endémique du Meghalaya en Inde. Elle se rencontre dans les Garo Hills dans la grotte Siju Cave.

## Description
Le syntype mesure 4 mm.

## Étymologie
Cette espèce est nommée en l'honneur de Stanley Wells Kemp.

## Publication originale
- Roewer, 1923 : Die Weberknechte der Erde. Systematische Bearbeitung der bisher bekannten Opiliones. Gustav Fischer, Jena, p. 1-1116 (texte intégral).